# Граве, Дмитрий Александрович
Дми́трий Алекса́ндрович Гра́ве (25 августа [6 сентября] 1863, Кириллов, Новгородская губерния, Российская империя — 19 декабря 1939, Киев, СССР) — российский и советский математик, создатель первой крупной русской математической школы; заслуженный профессор Киевского университета Св. Владимира (1917), академик УАН (впоследствии ВУАН, АН УССР), почётный член Академии наук СССР. Член Санкт-Петербургского математического общества.

## Биография
Родился 25 августа (6 сентября) 1863 года в Кириллове, в семье кирилловского уездного предводителя дворянства барона Александра Ивановича Граве (30.08.1823 — 16.08.1871).  
С золотой медалью окончил гимназию Ф. Ф. Бычкова (1881) и поступил в Императорский Санкт-Петербургский университет. В университете он был председателем студенческого научного общества; был инициатором издания журнала «Записки физико-математического общества студентов С.-Петербургского университета». По окончании университета в 1885 году защитил кандидатскую диссертацию: «О поверхностях minima». Был оставлен при университете для приготовления к преподавательской деятельности; 30 апреля 1889 года защитил диссертацию на степень магистра чистой математики: «Об интегрировании частных дифференциальных уравнений первого порядка» и стал приват-доцентом Петербургского университета, где вёл практические занятия по дифференциальному исчислению и читал спецкурс по теории поверхностей, который слушал будущий академик Алексей Николаевич Крылов.
В 1890 году начал читать в Институте инженеров путей сообщения лекции по аналитической геометрии и общий курс высшей математики; с 1891 года (по 1896) преподавал на Бестужевских женских курсах, а с 1893 года — в Военно-топографическом училище.
В 1892—1897 годах Д. А. Граве сотрудничал в математическом отделе Энциклопедического словаря Брокгауза и Ефрона.
Докторскую диссертацию «Об основных задачах математической теории построения географических карт» защитил 21 апреля 1896 года.
Из-за проблем со здоровьем был вынужден покинуть Санкт-Петербург; с 1 июля 1899 года он — ординарный профессор кафедры чистой математики Харьковского университета и, одновременно, профессор Технологического института. С апреля 1901 года стал читать лекции в Киевском университете, где в январе 1902 года занял кафедру чистой математики (БСЭ приводит другую хронологию: «Профессор Харьковского (1897), а затем Киевского (1899) университетов»).
После возвращения в Киев был приглашён читать лекции на Киевских высших женских курсах.
С 1910 года (по 1925) состоял также профессором Киевского коммерческого института, где организовал кабинет страхового дела; в 1916 году был избран на должность декана коммерческого технического отдела.
В 1914 году был произведён в действительные статские советники. Имел награды Российской империи: Св. Станислава 2-й степени (1904), Св. Анны 2-й степени (1909), Св. Владимира 4-й (1912); с 16 сентября 1914 года — заслуженный профессор Киевского университета, 1 января 1917 года получил орден Св. Владимира 3-й степени.
Д. А. Граве был инициатором основания университета в Крыму.
В январе 1920 года Д. А. Граве был первым из математиков избран в действительные члены Украинской академии наук (в других источниках указывается членство в УАН с 1919 года). Директор Института технической механики (1921). В 1924 году он был избран членом-корреспондентом Академии наук СССР, а в 1929 — её почётным членом.
В 1934 году основал Институт математики ВУАН и стал его первым директором.
Награждён орденом Трудового Красного Знамени.
Умер в Киеве 19 декабря 1939 года; похоронен на Лукьяновском кладбище.

## Вклад в математику
Д. А. Граве решил проблему о нахождении всех интегралов системы дифференциальных уравнений задачи трёх тел, не зависящих от закона действия сил, дал решение задач картографических проекций, нашёл некоторые классы уравнений пятой степени, разрешимых в радикалах. Он работал также в области прикладной математики и механики.
За 55 лет научной деятельности Дмитрий Александрович Граве опубликовал около 180 научных работ и написал большое количество учебников по математике («Основы аналитической геометрии», «Теория групп», «Теория эллиптических функций», «Элементарный курс теории чисел», фундаментальный курс «Элементы высшей алгебры», «Математика страхового дела»).

### Ученики
- Ахиезер, Наум Ильич — советский математик, член-корреспондент Академии наук Украины;
- Делоне, Борис Николаевич — советский математик и альпинист, член-корреспондент АН СССР;
- Кравчук, Михаил Филиппович — украинский математик, действительный член Академии наук Украины;
- Михаил Хрисанфович Орлов (Каган) — советский математик, член-корреспондент АН УССР;
- Чеботарёв, Николай Григорьевич — советский математик, алгебраист. Автор теоремы плотности Чеботарёва, член-корреспондент АН СССР;
- Шмидт, Отто Юльевич — советский математик, астроном, исследователь Севера, академик АН СССР, Герой Советского Союза.

## Семья
Первая жена, с 11 января 1898 года — дочь академика Николая Яковлевича Сонина Елена Николаевна (1880 — ок. 1902). В 1902 году после смерти матери и жены остался с тремя детьми (в 1898 году родился сын, в 1899 году — дочь Елена) и подорванным здоровьем — острая форма туберкулёза.
С осени 1906 года в течение года лечился за границей, где познакомился с дочерью немецкого крестьянина римско-католического вероисповедания из Моравии Марией Рихтер, ставшей его второй женой (в России называлась Мария Иоанновна). Их сын Александр родился 21 октября 1917 года в Киеве; восприемниками были профессор Николай Митрофанович Крылов и дочь профессора Граве, Елена Дмитриевна (ЦДІАК України Ф. 127, Оп. 1080, Д. 483).
Внучка Д. А. Граве — певица (меццо-сопрано) и музыкальный педагог Т. С. Калустянц.

## Память
- В Кириллове — небольшая улица в южной части города — бывшая «Интернациональная».
- На Луне — кратер